# 長岬之戰
長岬之戰（英語：Battle of Longue-Pointe）是美國獨立戰爭時期大陸軍遠征加拿大的一場戰鬥。1775年9月，大陸軍兵分兩路，前往攻打英屬魁北克省首府魁北克市，其中西路軍正圍攻聖讓恩堡。圍城期間，大陸軍派前綠山兄弟領袖伊頓·阿倫，去徵召加拿大人入伍，但阿倫卻帶兵去攻打蒙特利爾。結果魁北克省總督蓋伊·卡爾頓派人切斷阿倫退路，再予以包抄，使阿倫兵敗被俘。
長岬之戰後，加拿大的效忠派自發組成了上千人的民兵，並欲聽從卡爾頓指揮。然而卡爾頓對民兵並不信任，未有將其編組使用，結果民兵在數星期內自行解散，沒有救助戰況僵持的聖讓恩堡圍城戰。聖讓恩堡最終在11月3日投降，而蒙特利爾則在13日被大陸軍佔領。

## 背景及部署
1775年9月，北美反叛民兵開始遠征加拿大，並在9月17日開始圍攻聖讓恩堡。為爭取加拿大人支持革命，大陸軍指揮菲力·斯凱勒少將派出詹姆士·利文斯頓及伊頓·阿倫，去招募加拿大人入伍。
阿倫原本是綠山兄弟的領袖，帶領該武裝民兵行走於綠山山脈，以武力阻止紐約省的開拓者侵佔佛蒙特山地。美國獨立戰爭爆發後，阿倫協助麻薩諸塞灣自治政府攻佔提康德羅加堡，但綠山兄弟卻日益質疑阿倫的領導能力，亦厭倦其人的自負與魯莽。在圍攻聖讓恩堡前夕，綠山兄弟投票選出西斯·華納為新任領導。被解職的阿倫無事可做，但斯凱勒又不想被阿倫煩擾，才派他到郊區招募民兵。圍城開始後，阿倫則負責在聖勞倫斯河，監視卡爾頓的軍隊動向。
此時阿倫已經計劃帶兵攻打蒙特利爾。一來蒙特利爾防守薄弱，二來阿倫又曾以少量兵力攻佔提康德羅加堡，三來事成的功名又甚為吸引。按照阿倫自己的說法，他與大陸軍的約翰·布朗少校達成共識。阿倫會帶約100人，由朗基爾橫過聖勞倫斯河，在蒙特利爾島的長岬登陸。至於布朗則會帶200人在蒙特利爾島西南面過河，成兩面夾擊之勢。

## 過程
9月24日半夜，阿倫帶兵渡過聖勞倫斯河，在長岬登陸，然而布朗的軍隊卻一直沒有出現。由於資料不足，布朗為何沒有領兵增援已不得而知。歷史學家史密夫指阿倫很可能是私下行動，布朗對此並不知情，到阿倫事後失敗才諉過於人。不論如何，由於阿倫人數不足，再加上渡船要往返三次，才可將全部民兵送回朗基爾，使全軍陷入進退兩難困境。
雪上加霜的是，阿倫的行蹤已被當地人發現，而向卡爾頓通報。當時卡爾頓的正規軍大部分都在聖讓恩堡駐守，而且加拿大人對英軍徵召民兵一事一直冷淡，令卡爾頓頗為苦惱。不過，阿倫在攻佔提康德羅加堡後，曾經試圖佔據聖讓恩堡，一度引致蒙特利爾平民恐慌。故此，當蒙特利爾市郊民眾得悉阿倫已經渡河，竟然一反常態，爭相到軍營要求領取火藥，志願守衛城市。結果卡爾頓得以派出34名正規軍及二百多名民兵，前往長岬討伐阿倫。
9月25日早上，英軍與民兵抵達長岬時，阿倫將部隊置於河岸一角，並以樹木及屋舍為掩體，但仍然寡不敵眾。英軍將正規軍置於中鋒，然後將民兵排開兩翼，從兩邊壓迫阿倫。結果阿倫兩翼的民兵尚未接戰，已即時潰散而逃，只留下阿倫及五十餘人。接著雙方開始交火，形勢急轉直下。阿倫逃走不遂，只好向英軍投降。雙方各有數人死傷。

## 後續影響
長岬之戰的失敗，對聖讓恩堡的戰局影響不大。雖然蒙特利爾的效忠派籌集了近1,200名民兵，但卡爾頓出於不信任而未有予以調遣。拖延日久，由於秋收季節已到，再加上反叛的美州民兵又在鄉郊搶掠擾攘，結果全部民兵都各自返鄉收割警備。卡爾頓也因此被受抨擊，指其沒有把握機會，派民兵往南增援。